# کلیسای یونان
کلیسای یونان (به یونانی: Ἐκκλησία τῆς Ἑλλάδος) یک کلیسای خودمختار و شاخه‌ای از کلیسای ارتدکس یونانی است. قلمرو متعارف آن تا پیش از جنگ‌های بالکان در سال‌های ۱۹۱۲–۱۹۱۳ به مرزهای یونان قدیم محدود می‌شد و سرزمین‌های جدید یونان (کرت و دودکانسا) تحت کنترل پاتریارک‌نشین قسطنطنیه بود؛ با این حال با توافقی بین کلیساهای آتن و قسطنطنیه، سرزمین‌های جدید عملاً به عنوان بخشی از کلیسای یونان اداره می‌شوند. پیشوای کلیسای یونان اسقف اعظم آتن و کل یونان نام دارد.